# Palmvarens
Palmvarens (Cycadales) zijn een groep van zaadplanten die worden gekarakteriseerd door een grote kroon van samengestelde bladeren boven op een stevige stam.
De naam palmvarens is misleidend: hoewel ze wat lijken op palmen en op varens, zijn ze aan beide weinig verwant. Het zijn naaktzadigen en eerder verwant aan de coniferen.

## Beschrijving
Het zijn groenblijvende, tweehuizige, houtige planten met grote, geveerde bladeren. De planten hebben meestal een onvertakte stam, die soms zeer kort, knolvormig en ondergronds is. Er is hoogstens een weinig secundair hout met veel merg (manoxyl). De schors is tamelijk dik. Schors en merg bevat vertakte slijmkanalen, die een gomachtig product afscheiden.
De bladeren staan in een spiraal. Ze vormen een dichte kroon aan de top van de stam. De bladeren wisselen af met kleine schubvormige bladeren. In knop zijn de bladeren of bladslippen soms opgerold, vergelijkbaar met varens. De harde bladvoeten blijven de stam na afvallen van de bladeren als een pantser omgeven.

## Voortplanting
| Cycadales |
| --- |
| - ♀ kegels aan ♀ plant - macrosporofyl - zaadknop (ovulum) - integumenten - macrosporangium nucellus met pollenkamer - macrosporemoedercel meiose - 4 macrosporen (1n) - coenocytisch weefsel - macroprothallium met prothalliumkamer - archegonia met archegoniumkamers - archegoniumwandcellen - 2 halskanaalcellen - eicel bevruchting (↖ ♂ gamete) (oogamie) - zygote (2n) - embryo - worteltje - suspensor - 2 cotylen - primair endosperm |
| - ♂ kegels aan ♂ plant - microsporofyl - microsporangium - microsporemoedercel meiose - microspore - pollenkorrel - prothalliumcel (basale cel) - antheridium-celkern (apicale cel) - pollenbuiskern - generatieve cel - steriele cel - bij Microcycas 8 extra spermatozoïden - spermatogene cel - 2 ♂ gameten (spermatozoïden) |

De planten zijn tweehuizig. De schubvormig microsporofyllen zijn verenigd tot strobili (kegels). De strobili staan alleen of met of enkele aan de top van de stam. De microsporofyllen hebben vele microsporangiën of pollenzakjes aan de onderzijde. De microgametofyt bestaat uit slechts een prothalliumcel en een buiscel. Antherozoïden hebben een spiraalband met trilharen.
De bladachtige macrosporofyllen staan meestal in kegels aan de top van de stam. De zaadknoppen zijn atroop. Ze hebben een dik 3-lagig integument en een nucellus, die aan de bovenkant een pollenkamer heeft. Het macroprothallium (primair endosperm) blijft ingesloten in de nucellus en vormt aan de zijde van de pollenkamer 2-vele archegoniën, die 2-4 halscellen hebben.
De zaden worden vrijstaand gevormd aan de randen van deze macrosporofyllen. Palmvarens hebben dus geen echte vruchten. De zaadhuid gevormd door het integument en heeft een vlezige buitenlaag en een harde binnenlaag. Het embryo heeft meestal 2 cotylen. Er is veel primair endosperm, gevormd door het macroprothallium. Het zaad kiemt vrijwel meteen nadat het rijp is geworden.

## Verspreiding

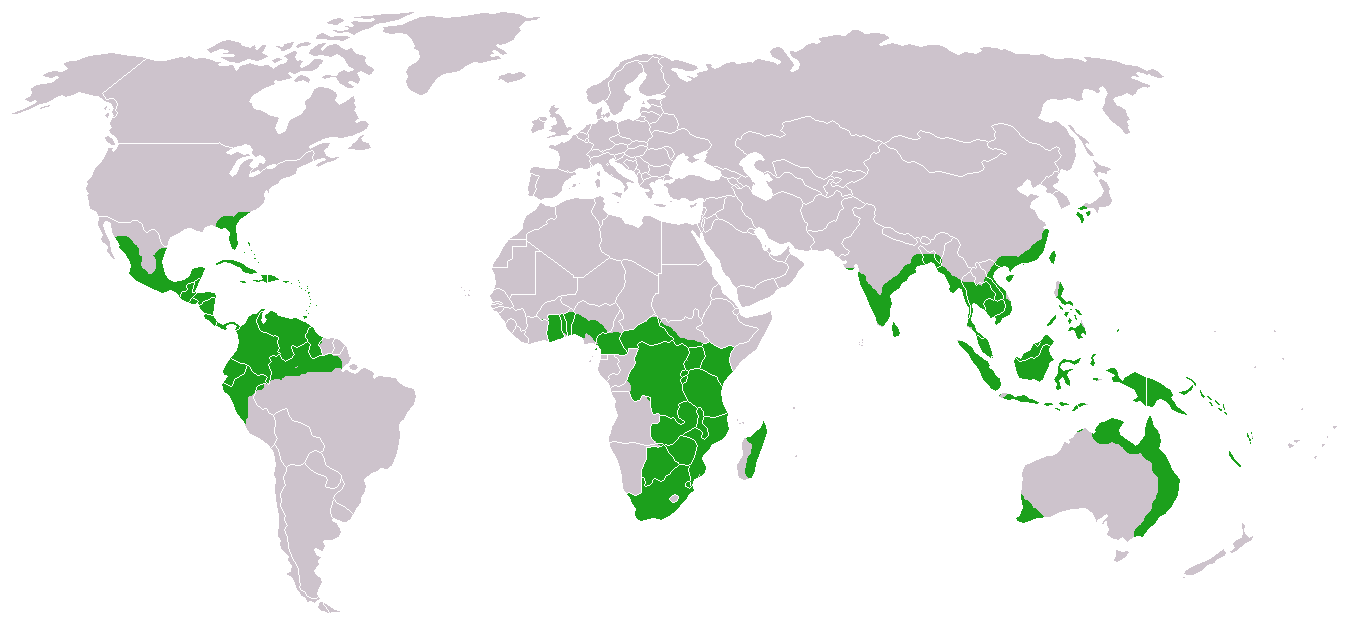
Verspreidingsgebied van palmvarens

Palmvarens maken met ruim 300 soorten een klein deel uit van het plantenrijk. Palmvarens worden aangetroffen in een groot gedeelte van de tropen en de subtropen in de hele wereld. Ze komen voor in Midden- en Zuid-Amerika (waar de grootste variatie aan soorten voorkomt), Australië, de eilanden in de Grote Oceaan, Japan, China, India, Madagaskar en zuidelijk en tropisch Afrika, waar in het totaal ten minste 65 soorten voorkomen.
Sommige soorten staan erom bekend dat ze kunnen overleven in halfwoestijnklimaten en kunnen groeien in zand of zelfs op rotsen. Ze zijn in staat om te groeien in de volle zon of in de schaduw. Sommige soorten zijn tolerant voor zout.

## Gebruik
Hoewel Cycas revoluta soms sagopalm wordt genoemd, wordt sago gemaakt van de echte sagopalm (Metroxylon sagu). Merg uit de stammen ('sago') en primair endosperm uit de zaden zijn bron van zetmeelvoedsel voor primitieve volken, vaak alleen als ander voedsel schaars is.
Alle Cycadales zijn min of meer giftig, de bladeren zowel als de zaden. Er zijn onderzoeken gepubliceerd waaruit zou blijken dat ze in staat zouden zijn tot stikstoffixatie in samenwerking met een cyanobacterie, die in de wortels leeft. Deze blauwalgen produceren een neurotoxine, bèta-N-methylamino-L-alanine (BMAA) die wordt gevonden in de zaadmantel van palmvarens.
Bladeren worden wel als 'palmblad' gebruikt in bloemstukken en grafkransen.

## Taxonomie
Er zijn 305 beschreven soorten, in 10 – 12 geslachten in 2 - 4 families (afhankelijk van het taxonomische gezichtspunt).
| Een indeling is die van L.A.S Johnson (1959): - orde Cycadales - familie Cycadaceae - familie Stangeriaceae - familie Zamiaceae |

Maar bijvoorbeeld de APWebsite [13 feb 2008] accepteert de familie Stangeriaceae niet en deelt de betreffende planten in bij de familie Zamiaceae.